# Associazione Calcio Libertas
El Associazione Calcio Libertas es un club de fútbol con sede en Borgo Maggiore, San Marino. Fue fundado el 4 de septiembre de 1928 y juega en el Campeonato Sanmarinense de fútbol.

## Historia
Fue fundado el 4 de septiembre de 1928 en la ciudad de Borgo Maggiore, siendo el equipo más viejo de San Marino. Fue también el primer club deportivo de San Marino en recibir la Medalla de Oro por su valor atlético y la Medalla de Plata por mérito deportivo, premios reconocidos en 1982 por el Comité Olímpico Nacional de San Marino por haber alcanzado el quincuagésimo aniversario de Actividad, siendo el primero en recibir este reconocimiento. En 1937, el Campeonato Sammarinese (en el momento "Coppa Titano") cobró vida, comenzando el 21 de abril con 4 equipos participando en la primera edición del campeonato: La Castellana di Serravalle, La Fiorita di Montegiardino, La Serenissima di Città y AC Libertas. La primera Coppa Titano termina a mediados de junio, Libertas gana el torneo invicto: 6 partidos disputados, 9 puntos y 11 goles anotados.

## Palmarés

### Torneos nacionales
- Campeonato Sanmarinense de fútbol (1): 1995-96
- Copa Titano (11): 1937, 1950, 1954, 1958, 1959, 1961, 1987, 1989, 1991, 2006, 2013-14
- Trofeo Federal/Supercopa de San Marino (4): 1989, 1992, 1996, 2014

## Participación en competiciones de la UEFA
| Temporada | Competición        | Ronda            | Club            | Casa | Visita | Global |
| --------- | ------------------ | ---------------- | --------------- | ---- | ------ | ------ |
| 2007–08   | UEFA Cup           | Clasificatoria 1 | Drogheda United | 1–1  | 0–3    | 1–4    |
| 2012–13   | UEFA Europa League | Clasificatoria 1 | Renova          | 0–4  | 0–4    | 0–8    |
| 2013–14   | UEFA Europa League | Clasificatoria 1 | FK Sarajevo     | 1–2  | 0–1    | 1–3    |
| 2014–15   | UEFA Europa League | Clasificatoria 1 | Botev Plovdiv   | 0–2  | 0−4    | 0–6    |